# Анна Каппелліні
А́нна Каппеллі́ні (Anna Cappellini; нар. 19 лютого 1987, Комо, Італія) — італійська фігуристка, що виступає у танцях на льоду в парі з Лукою Ланотте, це друга італійська танцювальна пара 2-ї половини 2000-х років.  
Вони — бронзові медалісти юніорського Фіналу Гран-Прі сезону 2005/2006 і чотириразові срібні призери Національної першості з фігурного катання Італії (2007—10, поспіль).

## Кар'єра
Анна катається на ковзанах, починаючи з 3-річного віку.
До Ланотте виступала з Маттео Дзанні, з яким вони були третіми на Фіналі юніорської серії Гран-Прі 2004 року і п'ятими на Чемпіонаті світу з фігурного катання серед юніорів 2004 року.
Від 2005 року — у парі з Лукою Ланотте, а починаючи від сезону 2006/2007 — на дорослому рівні, і відразу ж 8-мі «на Європі» і 13-ті на Чемпіонаті світу з фігурного катання 2007 року.
У сезоні 2009/2010 два «срібла» на етапах серії Гран-Прі — «Skate America»—2009 та «Cup of Russia»—2009 вивела Каппелліні і Ланотте у Фінал Гран-Прі сезону, де пара стала 5-ю. У січні 2010 року на Чемпіонаті Європи з фігурного катання 2010 року посіли 6-е місце. У лютому 2010 року взяли участь у складі Олімпійської Збірної Італії в олімпійському турнірі танцювальних пар на XXI Зимовій Олімпіаді (Ванкувер, Канада, 2010).

## Спортивні досягнення
(з Ланотте)
| Сезони/Змагання                                    | 2005/2006 | 2006/2007 | 2007/2008 | 2008/2009 | 2009/2010 |
| -------------------------------------------------- | --------- | --------- | --------- | --------- | --------- |
| Зимові Олімпійські ігри                            |           |           |           |           |           |
| Чемпіонати світу з фігурного катання               |           | 13        | 10        | 10        |           |
| Чемпіонати Європи з фігурного катання              |           | 8         | 7         | 5         | 6         |
| Чемпіонати світу з фігурного катання сеерд юніорів | 4         |           |           |           |           |
| Чемпіонати Італії з фігурного катання              | 1 J.      | 2         | 2         | 2         | 2         |
| Фінали Гран-Прі                                    |           |           |           |           | 5         |
| Етапи Гран-Прі: «Cup of Russia»                    |           | 8         |           | 4         | 2         |
| Етапи Гран-Прі: «Skate America»                    |           |           |           |           | 2         |
| Етапи Гран-Прі: «Cup of China»                     |           |           |           | 4         |           |
| Етапи Гран-Прі: «Skate Canada»                     |           |           | 2         |           |           |
| Етапи Гран-Прі: «Trophee Eric Bompard»             |           | 5         | 4         |           |           |
| Зимові Універсіади                                 |           | 1         |           |           |           |
| Фінали юніорського Гран-Прі                        | 3         |           |           |           |           |
| Етапи юніорського Гран-Прі, Словаччина             | 2         |           |           |           |           |
| Етапи юніорського Гран-Прі, Болгарія               | 2         |           |           |           |           |

(з Дзанні)
| Сезони/Змагання                                    | 2001/2002 | 2002/2003 | 2003/2004 | 2004/2005 |
| -------------------------------------------------- | --------- | --------- | --------- | --------- |
| Чемпіонати світу з фігурного катання серед юніорів |           | 20        | 5         | WD        |
| Чемпіонати Італії з фігурного катання              | 2 J.      | 2 J.      |           | 1 J.      |
| Фінал юніорського Гран-Прі                         |           |           |           | 3         |
| Етапи юніорського Гран-Прі, Белград                |           |           |           | 1         |
| Етапи юніорського Гран-Прі, Угорщина               |           |           |           | 1         |
| Етапи юніорського Гран-Прі, Словенія               |           |           | 3         |           |
| Етапи юніорського Гран-Прі, Мексика                |           |           | 3         |           |
| Етапи юніорського Гран-Прі, Італія                 |           | 11        |           |           |
| Етапи юніорського Гран-Прі, Німеччина              |           | 6         |           |           |
| Європейські молодіжні Олімпійські дні              |           | 7         |           |           |

- J = юніорський рівень; WD = знялися зі змагань

(з Ломбарді)
| Сезони/Змагання                                    | 2000/2001 |
| -------------------------------------------------- | --------- |
| Чемпіонати світу з фігурного катання серед юніорів | 27        |
| Етапи юніорського Гран-Прі, Польща                 | 14        |